# Saturno I
O Saturno I foi um foguete projetado para lançar cargas na órbita da Terra. 
O projeto começou em abril de 1957 pela equipe de Wernher von Braun para o exército (EUA).

## Histórico
Em 1960 o Departamento de Defesa dos EUA decidiu que o Saturno I era muito grande e caro para uma aplicação militar e transferiu todo o projeto para a responsabilidade da NASA onde passou a fazer parte do Projeto Apollo. Foram realizados dez voos do Saturno I para a NASA que depois foi substituído pelo Saturno IB.
O Saturno I era três vezes mais alto, precisava de seis vezes mais combustível e produzia dez vezes mais impulso do que o foguete Jupiter-C que tinha lançado o primeiro satélite americano (Explorador 1) em órbita em 1958.[carece de fontes?]

## Lançamentos do Saturno I
- SA-1 - teste do foguete Saturno I

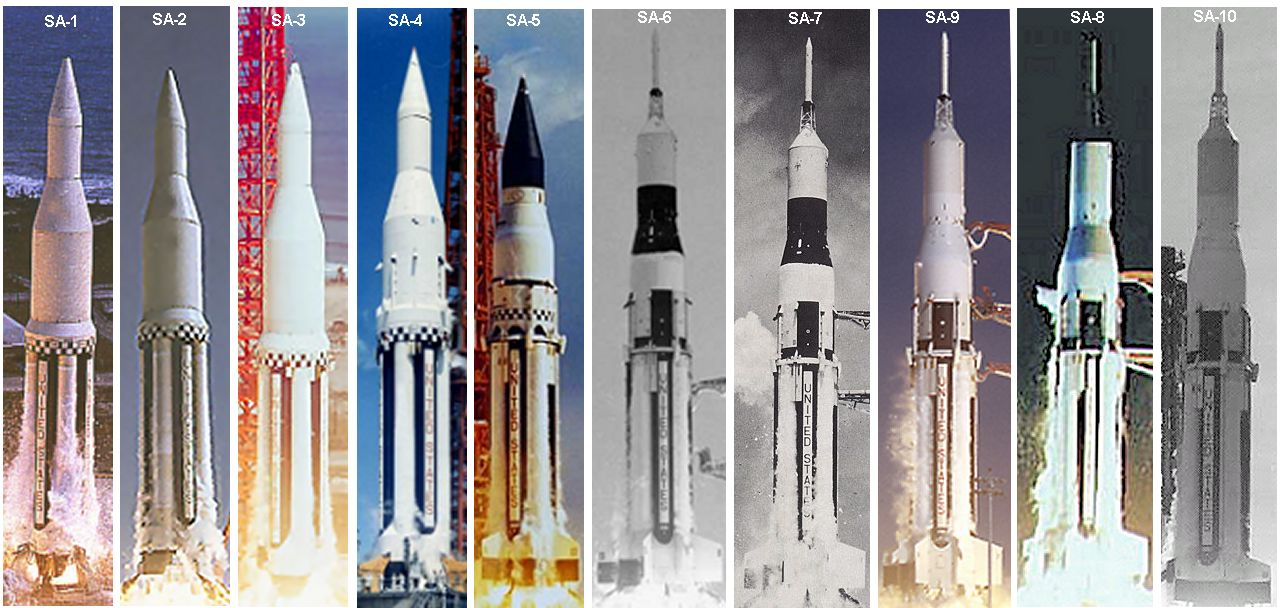
Lançamentos do Saturno I, do SA-1 ao SA-10.

- SA-2 - teste do foguete Saturno I com carga de 109 m³ de água, para investigar efeitos da transmissão de rádio e mudanças nas condições climáticas

- SA-3 - idem SA-2

Insígnia do Projeto Apollo.

- SA-4 - teste dos efeitos de desligamento prematuro dos motores
- SA-5 - primeiro voo do segundo estágio
- SA-6 - teste da integridade estrutural dos Módulos de Comando e Serviço
- SA-7 - último teste de voo, levando um computador programável
- SA-8 - levando o satélite Pegasus A
- SA-9 - levando o satélite Pegasus B
- SA-10 - levando o satélite Pegasus C

Parte do "Projeto Apollo" da NASA que ocorreu entre 1961 e 1972, em plena corrida pela conquista da Lua.